# Chrysopogon asper
Chrysopogon asper är en gräsart som beskrevs av Benjamin Heyne, Ethelbert Blatter och Mccann. Chrysopogon asper ingår i släktet Chrysopogon och familjen gräs. Inga underarter finns listade i Catalogue of Life.